# ボンベイ・サファイア

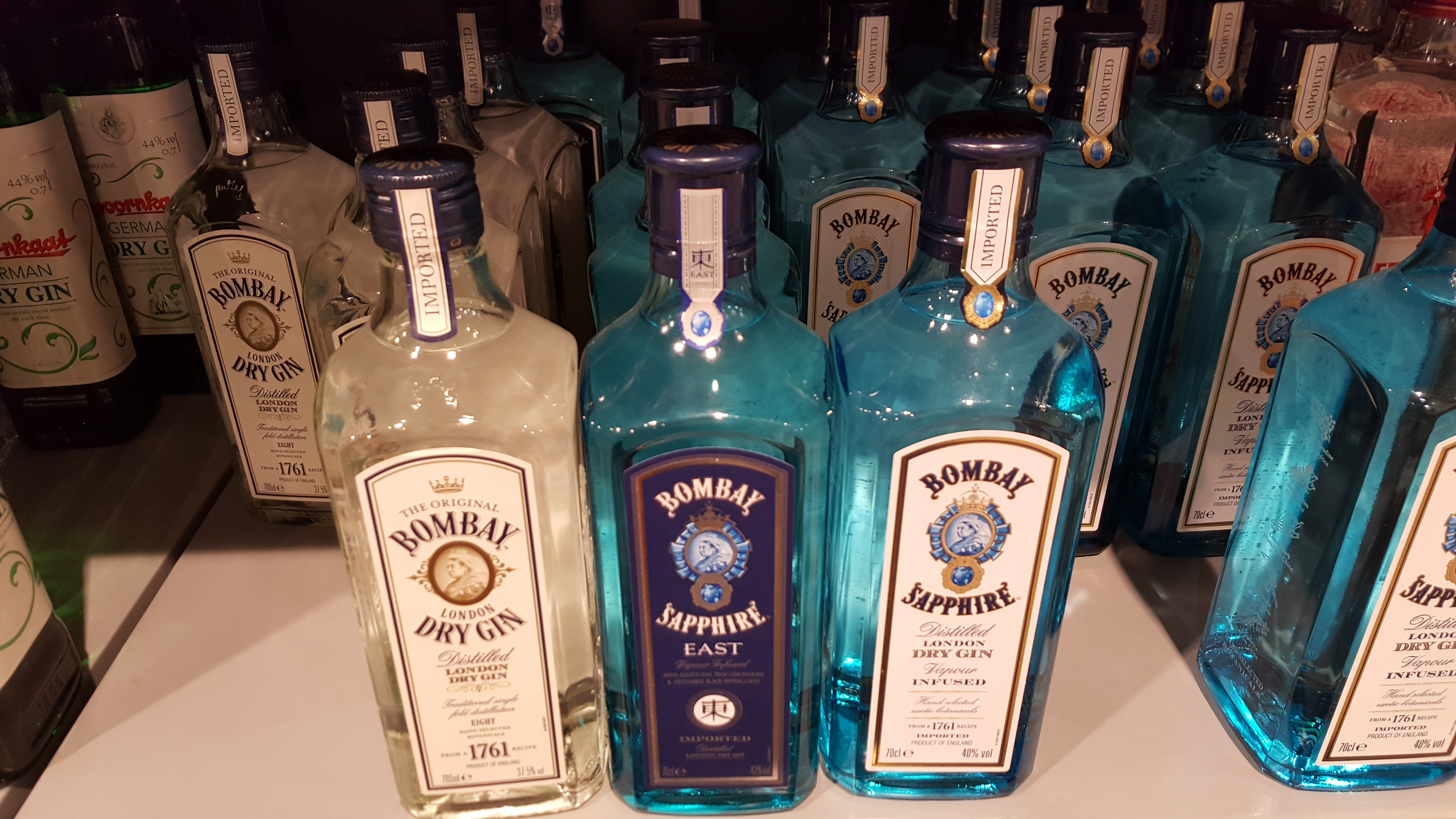
ボンベイ・サファイア

ボンベイ・サファイア（Bombay Sapphire）とはバカルディ社の子会社ボンベイ・スピリッツ社がイングランドのチェシャー州で製造しているジンのブランド名である。1987年から発売されている。製品の流通はバカルディ社が行っている。

## 由来
ボンベイ・サファイアの名前は、イギリス統治下のインドでジンが人気を博したことから、都市の名前であるボンベイ（1995年、ムンバイに改称）を冠することとなったのが由来である。当時はマラリア予防の目的で、キニーネ入りのトニックウォーターを飲んでいた。トニックウォーターは医療品ではあったが、より洗練された飲み物として楽しむ為にジンを加えるようになった。

## 製法の特徴
原材料と蒸留方法において際立っている。伝統的な原材料であるジュニパーベリーに加え、9つの香料と植物（アーモンド、レモンピール、スペインカンゾウ、オリスルート、セイヨウトウキ、コリアンダー、シナニッケイ、ヒッチョウカ、マニゲット）が加えられている。なお、ジンの香料は企業秘密として伏せられるのが常であるが、ボンベイ社は公表している。
通常、アルコール分と香料は混ぜ合わされて蒸留されるが、このスピリッツは蒸留され、その蒸気がハーブやスパイスを通されるため、薫り高いジンに仕上がっている。この特殊な香り付けの方法をヴェーパー・インフュージョン製法（vapor infusion）と呼ぶ。
アルコール自体を作るベースとしてはスコットランドで作られた穀物のみを使用している。そして最後に加える水はイギリス・ウェールズのヴェルヌイ湖（Lake Vyrnwy）を水源とする。
またスーパープレミアムジンとして、10種のボタニカルにさらにベルガモットとアンブレットシードを加えたスター・オブ・ボンベイが販売されている。

## 瓶の特徴
四角く、サファイア色のガラスから作られた瓶が特徴である。ラベルにはヴィクトリア女王の肖像をあしらっている。

## カクテルでの使用
ボンベイ・サファイアはドライ・マティーニによく使われる。